# ددة بيغلو
ددة بيغلو هي قرية في مقاطعة مشكين شهر، إيران. يقدر عدد سكانها بـ 662 نسمة بحسب إحصاء 2016.